# Dicordylus vanini
Dicordylus vanini is een keversoort uit de familie Belidae. De wetenschappelijke naam van de soort is voor het eerst geldig gepubliceerd in 2006 door Mermudes.